# Лахи (Смоленская область)
Лахи — деревня в Рославльском районе Смоленской области России. Входит в состав Пригорьевского сельского поселения. Население — 147 жителей (2007 год). 
Расположена в южной части области в 22 км к юго-востоку от Рославля, в 10 км северо-восточнее автодороги А141 Орёл — Витебск, на берегу реки Боровка. В 6 км юго-западнее деревни расположена железнодорожная станция Пригорье на линии Рославль — Брянск.

## История
В годы Великой Отечественной войны деревня была оккупирована гитлеровскими войсками в августе 1941 года, освобождена в сентябре 1943 года.
Здесь родилися Бизюков, Иван Егорович — Герой Социалистического Труда.